# 유스바루역
유스바루역(일본어: 油須原駅)은 일본 후쿠오카현 다가와군 아카촌에 위치한 헤이세이 지쿠호 철도 다가와 선의 철도역이다. 상대식 승강장 2면 2선의 구조를 갖춘 지상역이다.

## 타는 곳
| 역사 측 | ■ 다가와 선 | 하행 | 다가와이타 · 가나다 · 노가타 방면 |
| 반대 측 | ■ 다가와 선 | 상행 | 사이가와 · 도요쓰 · 유쿠하시 방면 |

## 역 주변
- 후쿠오카 현도 34호 유쿠하시소에다 선
- 아카 촌 특산물 센터

## 역사
- 1897년 4월 20일 : 호슈 철도의 역으로서 개업.
- 1901년 9월 3일 : 규슈 철도가 호슈 철도를 합병.
- 1907년 7월 1일 : 규슈 철도가 국유화. 관설 철도의 역이 됨.
- 1958년 1월 1일 : 역 구내 확장 공사 완성.
- 1963년 2월 1일 : 화물 취급 폐지.
- 1987년 4월 1일 : 일본국유철도 분할 민영화에 의해, 규슈 여객철도에 승계.
- 1989년 10월 1일 : 헤이세이 치쿠호 철도로 이관.

## 인접 역
| 헤이세이 지쿠호 철도 ■ 다가와 선 | 헤이세이 지쿠호 철도 ■ 다가와 선 | 헤이세이 지쿠호 철도 ■ 다가와 선 |
| -------------------------------- | -------------------------------- | -------------------------------- |
| 겐지노모리 유쿠하시 방면         | ■ 다가와 선                      | 아카 다가와이타 방면             |